# Principes élémentaires de philosophie
Principes élémentaires de philosophie est une œuvre posthume de Georges Politzer publiée en 1946. Elle reproduit les notes prises par un de ses élèves aux cours professés par Georges Politzer à l'Université Ouvrière de Paris en l'année scolaire 1935-1936.
L'objectif était de présenter le matérialisme dialectique aux travailleurs manuels et leur donner une méthode de raisonnement qui leur permette de comprendre leur époque (la science notamment) et de guider leurs actions dans leur profession et dans le domaine social et politique.

## Contenu
L'ouvrage se compose de cinq parties :
1. Les problèmes philosophiques ;
2. Le matérialisme philosophique ;
3. Étude de la métaphysique ;
4. Étude de la dialectique ;
5. Le matérialisme historique ;
6. Le matérialisme dialectique et les idéologies.

## Étude du texte
Le livre présente la métaphysique, l'idéalisme, le matérialisme, l'agnosticisme.
La conception de la matière est différente selon le courant philosophique, en termes philosophiques il y a d'un côté la réalité subjective et la réalité objective.
L'idéalisme défend sa vision de la matière grâce aux ouvrages de l'évêque George Berkeley, tandis que le matérialisme assoie sa vision sur l'évolution de la science et sur l'expérience. 
Il existe de plus un troisième courant philosophique, c'est l'agnosticisme.

### Idéalisme
L'idéalisme s'oppose au matérialisme, l'un pense que la matière est créée par l'esprit et l'autre pense que la matière est issue de raisons scientifiques. On peut donc opposer deux camps, la vision idéaliste de la religion (Dieu créa la matière) et la vision scientifique.
L'idéalisme peut être divisé en deux camps :
« Ou bien, Dieu a créé le monde, et celui-ci existe réellement, en dehors de nous. C'est l'idéalisme ordinaire des théologies. (La théologie est la « science » qui traite de Dieu et des choses divines.)

Ou bien, Dieu a créé l'illusion du monde en nous donnant des idées qui ne correspondent à aucune réalité matérielle. C'est l' « idéalisme immatérialiste » de Berkeley, qui veut nous prouver que l'esprit est la seule réalité, la matière étant un produit fabriqué par notre esprit. »

#### L'idéalisme philosophique
- « L'idéalisme philosophique est une doctrine qui a pour base l'explication du monde par l'esprit. »

#### L'idéalisme moral
- « L'idéalisme moral consiste à se dévouer à une cause, à un idéal. L'histoire du mouvement ouvrier international nous apprend qu'un nombre incalculable de révolutionnaires, de marxistes, se sont dévoués jusqu'au sacrifice de leur vie pour un idéal moral, et pourtant ils étaient les adversaires de cet autre idéalisme qu'on appelle idéalisme philosophique. »

#### L'idéalisme de Berkeley ou l'idéalisme immatérialiste
- « Voici un coupon de tissu : vous me dites qu'il est rouge. Est-ce bien sûr ? Vous pensez que le rouge est dans le tissu lui-même. Est-ce certain ? Vous savez qu'il y a des animaux qui ont des yeux différents des nôtres et qui ne verront pas ce tissu rouge ; de même un homme ayant la jaunisse le verra jaune ! Alors de quelle couleur est-il ? Cela dépend, dites-vous ? Le rouge n'est donc pas dans le tissu, mais dans l'œil, en nous. »
- « En enlevant toutes leurs propriétés aux objets, on en arrive ainsi à dire que ceux-ci n'existent que dans notre pensée, c'est-à-dire que la matière est une idée. »

### Matérialisme
Le matérialisme considère que la pensée est le résultat de la science acquise et emmagasinée dans le cerveau. 
- « L'esprit n'est lui-même que le produit supérieur de la matière. »[3]
- « Pour nous résumer, nous dirons donc que les matérialistes, devant le problème fondamental de la philosophie, affirment :
Que c'est la matière qui produit l'esprit et que, scientifiquement, on n'a jamais vu d'esprit sans matière.
Que la matière existe en dehors de tout esprit et qu'elle n'a pas besoin de l'esprit pour exister, ayant une existence qui lui est particulière, et que, par conséquent, contrairement à ce que disent les idéalistes, ce ne sont pas nos idées qui créent les choses, mais, au contraire, ce sont les choses qui nous donnent nos idées.
Que nous sommes capables de connaître le monde, que les idées que nous nous faisons de la matière et du monde sont de plus en plus justes, puisque, à l'aide des sciences, nous pouvons préciser ce que nous connaissons déjà et découvrir ce que nous ignorons. »

Néanmoins, Engels s'oppose à ce qu'on pense que la pensée est un produit du cerveau ; pour lui, elle est une fonction.

### Agnosticisme
Albert Einstein est un agnostique,, c'est-à-dire, comme tous les agnostiques, la vision n'est pas tranchée entre l'idéalisme et le matérialisme, c'est une conception d'après laquelle le monde est inconnaissable. Donc d'après cette conception, Dieu peut exister et ne pas exister, tant qu'aucune réalité scientifique n'a été démontrée le doute sera méthode chez ces penseurs, il ne choisira donc pas d'être dans l'un des camps, ni celui de Dieu et ni celui de la science.
Selon Politzer, « nous voyons maintenant que les théories qui prétendent concilier ces deux philosophies ne peuvent, en fait, que soutenir l'idéalisme, qu'elles n'apportent pas une troisième réponse à la question fondamentale de la philosophie et que, par conséquent, il n'y a pas de troisième philosophie. »
Pour réfuter l'idée que l'Homme ne peut connaître la vérité, car il aura sa propre vérité, les matérialistes se basent sur l'expérience.